# Girolamo Righetto
Girolamo Righetto, detto anche Righettino o Regazzino (Treviso, ... – Venezia, 1593) è stato un vescovo cattolico, diplomatico e cartografo italiano.

## Biografia
(Celso De Rosinis, Lyceum Lateranense Tomo I, Cesena, 1649)
Entrato nell'ordine dei canonici lateranensi, fu destinato al convento di Santa Maria della Carità a Venezia, ove si occupò dapprima di casi di morale e divenne un esperto di arte oratoria, al punto da essere inviato dal Senato veneziano come ambasciatore in diverse nazioni straniere, quali Costantinopoli, Roma, Vienna e Parigi.
Si dedicò quindi allo studio del calcolo, e cioè dell'algebra e dell'aritmetica, della numerologia e della cabala. Grazie alle sue decantate abilità come studioso, diplomatico ed oratore poté avvicinarsi ad importanti personaggi della Venezia del Rinascimento, quali Lorenzo Priuli, nobile veneziano e ambasciatore della Repubblica presso il Granducato di Toscana e le corti di spagnola e francese, nonché cardinale sotto i papi Clemente VIII e Sisto V, e Marcantonio Barbaro, anch'egli nobile veneziano e diplomatico. A quest'ultimo, il Righettino dedicò sei volumi di un'opera sulla numerologia sacra, il De numerorum Sophia algebraica ac mystica, stampata nel 1586, oggi perduta. 

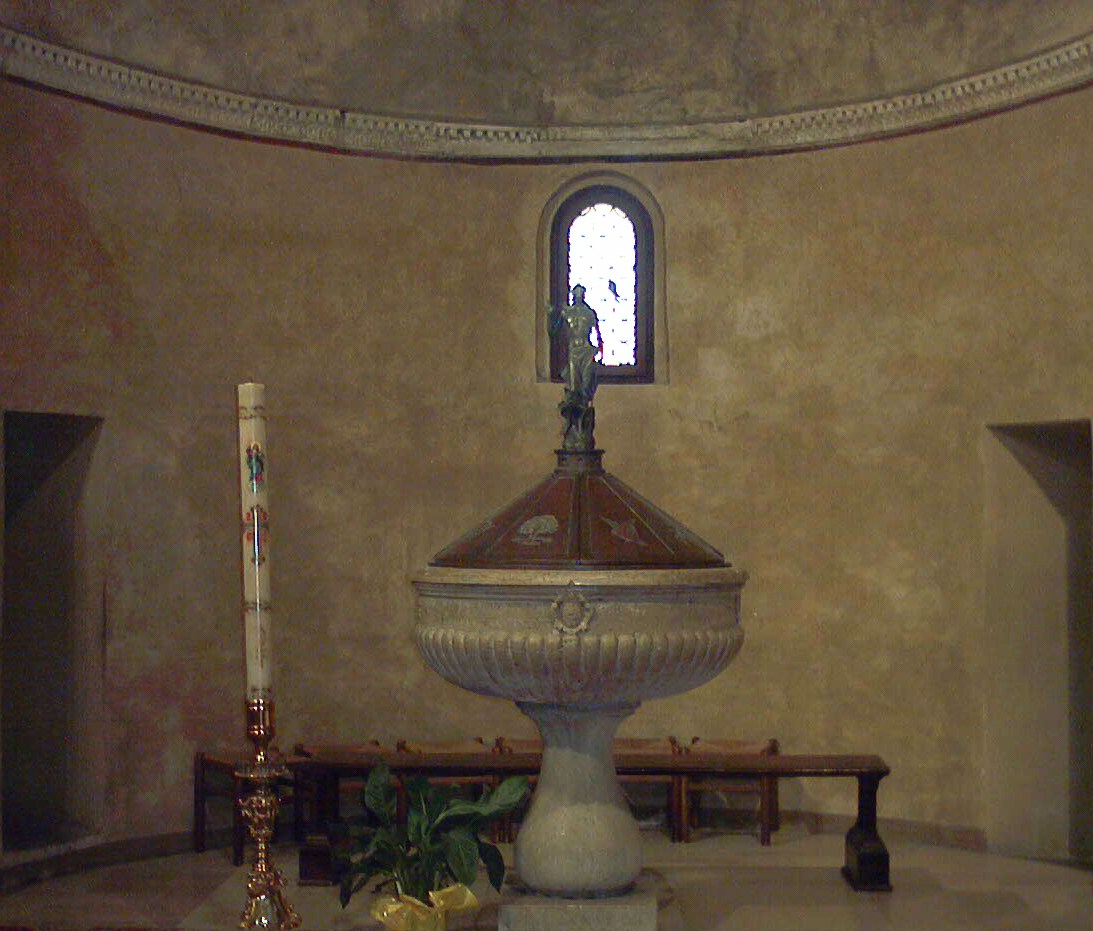
Battistero del Duomo di Caorle, presso l'absidicola destra, con lo stemma del vescovo Girolamo Righettino (1587)

Fu proprio grazie alle sue frequentazioni nell'ambiente politico dell'epoca che Righettino fu introdotto alla corte di Sisto V, portando come dono la sua opera sulla numerologia per il cardinale Girolamo Rusticucci. Secondo Musolino, l'opera di Righettino colpì a tal punto il cardinale Rusticucci da convincerlo ad introdurlo in udienza al papa stesso, il 25 novembre 1585. Righettino presentò al pontefice una carta della città di Roma disegnata «con la sola mano sinistra», ricca di simboli e richiami allegorici alla città perfetta. In seguito a quell'udienza, Righettino fu nominato da Sisto V in persona vescovo di Caorle, «con somme lodi», il 24 gennaio dell'anno successivo. Il neoeletto vescovo, che venne consacrato nella chiesa di Santa Maria della Pace a Roma il 9 febbraio 1586, come egli stesso riporta in un estratto dell'opera De numerorum Sophia, riportato dal Cicogna:
(Girolamo Righettino, De numerorum Sophia algebraica ac mystica, in Emanuele Antonio Cicogna, elle inscrizioni veneziane raccolte ed illustrate, Vol. 6, p. 339, nota 2)
Come si apprende dallo stesso Righettino, fu quindi incaricato di porre per iscritto le spiegazioni di tutte le illustrazioni e le allegorie della sua carta di Roma nel trattato Sommario overo dicharatione degli concetti posti per ornamento della città di Roma, dedicato al pontefice e al cardinale Rusticucci, suo mentore. Il trattato è stato riscoperto dal professor Denis Ribouillault dell'Università di Montréal ed è conservato nell'archivio nella biblioteca Federiciana di Fano. L'abilità del Righettino come cartografo è attestata anche nei trattati  di Tommaso Garzoni, La piazza universale di tutte le professioni del mondo:
(Tommaso Garzoni, La Piazza universale di tutte le professioni del mondo, Venezia, 1617)
e di Matteo del Teglia, Il Chirone itinerante:
(Matteo del Teglia, Il Chirone itinerante, Venezia, 1681)
L'unico manufatto cartografico sopravvissuto del Righettino è una carta della città di Torino, conservata presso l'Archivio di Stato e datata 1583, che rispecchia il livello di dettaglio descritto nel trattato scritto dal Righettino stesso per descrivere la perduta carta della città di Roma.
Come vescovo di Caorle, si distinse per lo zelo pastorale, come testimonia Celso De Rosinis nel suo Lyceum Lateranense:
(Celso De Rosinis, Lyceum Lateranense Tomo I, Cesena, 1649)
Consacrò l'altare maggiore della chiesa di San Giobbe nel 1587 e la chiesa di Ognissanti nello stesso anno, mentre nel 1589 fece costruire una chiesa nella zona di valle Altanea (vicino al porto di Santa Margherita, nel territorio della diocesi di Caorle. È inoltre ricordato per aver lanciato una scomunica ad alcuni cittadini che si erano opposti, aggredendolo verbalmente, alla traslazione di un altare presso la chiesa di Santa Maria Elisabetta nel borgo di Brian, poi ricostruita. Morì a Venezia nel 1593.
Come testimonianza del vescovo Righettino rimane il fonte battesimale della cattedrale, un tempo conservato nella chiesa delle Grazie, antistante la basilica, e datato 23 gennaio 1587, ad un anno dalla sua elezione a vescovo. L'iscrizione riportata intorno al fonte e sul basamento recita,
CIVIVM POPVLORVMQVE PIETATE
SVB R.D. ANT. A TVR PL. ET CL. HIER. BAL. PRÆT.
HOC SACRVM VAS FABRICATVM CONSTRVCTM ERECTVMQ. FVIT
M·D·LXXXVII DIE XXIII MESIS·IANVARII»
(Con la sollecitudine del reverendissimo signor Girolamo Righettino vescovo di Caorle la pietà dei cittadini e del popolo sotto il reverendo signor Antonio Da Torre Pievano e il chiarissimo Girolamo Balbo podestà questo sacro vaso fu fabbricato costruito ed eretto 1587, giorno 23 del mese di gennaio)
Sempre sulla parte frontale del fonte battesimale è riportato lo stemma episcopale del vescovo Righettino. Inoltre rimane anche lo stemma affrescato, presso l'abside laterale sinistra, di papa Sisto V.

## Genealogia episcopale
La genealogia episcopale è:
- Vescovo Giovanni Battista Pietralata
- Vescovo Girolamo Righettino, C.R.L.